# 물셰시

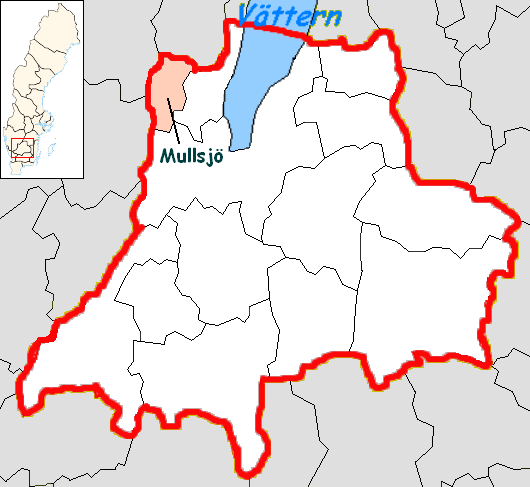
물셰 시의 위치

물셰시(스웨덴어: Mullsjö kommun)는 스웨덴 옌셰핑주에 위치한 지방 자치체로 행정 중심지는 물셰이며 면적은 211.03km2, 인구는 7,226명(2016년 12월 31일 기준), 인구 밀도는 34명/km2이다.

시 문장